# Eupithecia kuni
Eupithecia kuni es una especie de polilla de la familia Geometridae. La especie fue descrita por primera vez por Mironov y Galsworthy, habiendo sido descrita en 2009, con distribución en Vietnam. Es una polilla de color marrón pálido con una envergadura es de unos 20 milímetros (0,8 plg). El holotipo de la especie fue descrita en un sector de la Isla de Los Pinos, que en la lengua Canaco se conoce como isla de Kuni, de ahí su nombre.